# Myrmephytum naumannii
Myrmephytum naumannii är en måreväxtart som först beskrevs av Otto Warburg, och fick sitt nu gällande namn av Anthony Julian Huxley och Jebb. Myrmephytum naumannii ingår i släktet Myrmephytum och familjen måreväxter. Inga underarter finns listade i Catalogue of Life.